# 1508
| 1508               |
| ------------------ |
| Dødsfald - Fødsler |
|                    |

| Gregoriansk kalender | 1508 MDVIII             |
| Ab urbe condita      | 2261                    |
| Armensk kalender     | 957 ԹՎ ՋԾԷ              |
| Kinesiske kalender   | 4204 – 4205 丁卯 – 戊辰 |
| Etiopisk kalender    | 1500 – 1501             |
| Jødisk kalender      | 5268 – 5269             |
| Hindukalendere       |                         |
| - Vikram Samvat      | 1563 – 1564             |
| - Shaka Samvat       | 1430 – 1431             |
| - Kali Yuga          | 4609 – 4610             |
| Iransk kalender      | 886 – 887               |
| Islamisk kalender    | 914 – 915               |

Konge i Danmark: Hans 1481-1513
Se også 1508 (tal)

## Begivenheder
- 6. februar – Maximilian I krones til kejser af det Tysk-romerske rige.
- Martin Luther bliver universitetslærer i Wittenberg
- Michelangelo skriver kontrakt på udsmykningen af loftet i Det Sixtinske Kapel